# Sasthamkotta
Sasthamkotta o Sasthamcotta (malabar: ശാസ്താംകോട്ട) es una localidad del estado indio de Kerala perteneciente al distrito de Kollam. Dentro del distrito, es la capital del taluk de Kunnathur.
En 2011, la localidad tenía una población total de 33 285 habitantes.
La localidad es conocida por ubicarse junto al lago Sasthamcotta, el lago de agua fresca más grande de Kerala. En una península del lago a las afueras de la localidad se ubica el templo hinduista "Shri Dharma Sastha", dedicado al unísono del visnuismo y del shivaísmo. En este templo son abundantes los monos, que tradicionalmente se consideran el séquito de su deidad.
Se ubica unos 15 km al norte de la capital distrital Kollam, junto a la carretera 10 que lleva a Chengannur.